# Slaughter in the Vatican
Slaughter in the Vatican è il primo album in studio del gruppo musicale thrash/groove metal statunitense Exhorder, pubblicato nel 1990 dalla Roadrunner Records.

## Il disco
È sicuramente da considerarsi come uno degli album più influenti per il groove metal, pur essendo rimasto poco conosciuto per molto tempo. Il disco presenta ritmiche veloci e violente, cadenzate anche attraverso l'uso di chitarre molto distorte. Gli assoli puntano prevalentemente sulla velocità e la brutalità, senza un uso particolare di effetti e tecniche varie. Da segnalare anche la performance batteristica, influenzata dall'uso della doppia cassa tipico del thrash metal ottantiano.

## Tracce
1. Death in Vain – 5:30
2. Homicide – 3:12
3. Desecrator – 6:08
4. Exhorder – 5:10
5. The Tragic Period – 7:05
6. Legions of Death – 4:30
7. Anal Lust – 2:34
8. Slaughter in Vatican – 7:19

## Formazione
- Kyle Thomas - voce
- Vinnie Labella - chitarra
- Jay Ceravolo - chitarra
- Franky Sparcello - basso
- Chris Nail - batteria